# Rosa Liksom
Rosa Liksom, nascida Anni Ylävaara, (Ylitornio, 7 de Janeiro de 1958) é uma escritora e também fotógrafa e artista plástica finlandesa. Estudou antropologia e ciências sociais nas universidades de Helsínquia, Copenhaga e Moscovo. Venceu o Prémio J. H. Erkko em 1985 com a sua obra de estreia Yhden yön pysäkki e o Prémio Finlandia em 2011 com Hytti nro 6.

## Obras

### Contos
- Yhden yön pysäkki, 1985
- Unohdettu vartti, 1986
- Väliasema Gagarin, 1987
- Go Moskova go, 1988
- Os Paraísos do Caminho Vazio - no original Tyhjän tien paratiisit, 1989
- Bamalama, 1993
- Perhe, 2000
- Maa, 2006

### Romances
- Kreisland, Helsinki 1996
- Reitari, Helsinki 2002
- Hytti nro 6, Helsinki 2011

### Literatura infantil
- Jepata Nastan lentomatka, 2002
- Tivoli Tähtisade 2004